# Oedipus te Colonus

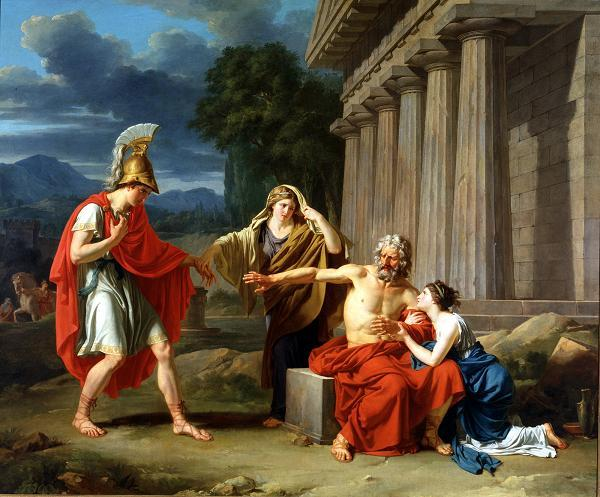
Oedipus te Colonus (Giroust, 1788)

Oidipous te Kolonos (Oudgrieks: Οἰδίπους ἐπὶ Κολωνῷ Latijn: Oedipus Colonaeus), is een Attische tragedie van de oud-Griekse toneeldichter Sophokles. Het stuk werd voor het eerst opgevoerd te Athene in 401 v.Chr., na Sophokles' dood.

## Synopsis
Door zijn zonen verbannen uit Thebe, belandt Oidipous, blind en door het lijden gelouterd, in het Eumeniden-heiligdom te Kolonos (een voorstad van Athene en de geboorteplaats van Sophokles), waar volgens een orakel zijn lijden zal eindigen. De plaatselijke notabelen (uitgebeeld door het koor) komen kijken welke haveloze vreemdeling de heilige grond heeft geschonden.
Oidipous bepleit zijn onschuld, maar de beslissing wordt overgelaten aan koning Theseus. Intussen komt men melden dat nieuwe rampen (burgeroorlog tussen beide broeders!) Thebe teisteren. Creon komt Oidipous opzoeken, en wil hem onder druk mee naar Thebe voeren, maar dat wordt tijdig verhinderd door Theseus.
Oidipous, die zijn einde voelt naderen, vervloekt zijn beide zonen en belooft aan Theseus dat de Atheners nooit voor Thebe zullen moeten vrezen, als zij steeds de plek van zijn graf zullen geheimhouden. Dan trekt hij zich terug in het mysterieuze heiligdom en verdwijnt.

## Nederlandse vertalingen
- 1789 – De dood van Edipus – Willem Bilderdijk (vrije vertaling)
- 1881 – Oedipoes te Kolonos – H. van Herwerden
- 1892 – Oedipus te Colonus – G.H. Betz
- 1903 – Oedipus te Kolonos – L.A.J. Burgersdijk
- 1954 – Oidipous in Kolonos – J.J.M. van Doornik
- 1972 – Oedipus te Colonos – Emiel De Waele
- 1985 – Oidipoes te Kolonos – Johan Boonen
- 1989 – Vader Oedipus (Oedipus in Kolonos) – Jan Pieters
- 1996 – Oidipous I, II – Erik Vos
- 2024 – Oidipous in Kolonos – Patrick Lateur

## Bewerkingen
- 1972 – Oidipous Oidipous – Harry Mulisch
- 1978 – Koning Oidipous/Oidipous in Kolonos – Max Croiset
- 1982 – Als in de oorlog – Gie Laenen en Ivo Van Hove
- 1986 – In Kolonos – Hugo Claus
- 1995 – Oedipus / Antigone – Guus Baas